# Jogo do Amor
Jogo do Amor é uma telenovela brasileira produzida e exibida pelo SBT entre 11 de março e 3 de agosto de 1985, em 126 capítulos, às 19h45, substituindo Meus Filhos, Minha Vida e sendo substituída por Uma Esperança no Ar. Foi escrita por Aziz Bajur, com colaboração de José Rubens Siqueira, sob direção de Álvaro Fugulin e direção geral de Antonino Seabra.
Conta com Rosamaria Murtinho, Jorge Dória, Ilka Soares, Jonas Mello, Kito Junqueira, Monique Lafond, Ana María e Giuseppe Oristanio nos papéis principais.

## Produção
Animado com os resultados de Meus Filhos, Minha Vida, o SBT encomendou com Aziz Bajur outra novela original, que levou para a emissora a sinopse de Jogo do Amor, uma comédia romântica solar, aos moldes de novelas da Rede Globo como Plumas e Paetês e Guerra dos Sexos. Para isso a emissora investiu na contratação de grandes atores da concorrência, como Jorge Dória, Rosamaria Murtinho, Ilka Soares e Célia Helena. A novela gerou um estranhamento inicial, uma vez que o SBT havia produzido 13 obras dramáticas, sendo 12 delas melodramas mexicanos, e uma comédia romântica pegou o público já consumidor desse tipo de história de surpresa.

## Enredo
Otávio, dono de uma rede de hotéis, firma um importante contrato com Jefrey, proprietário de uma agência de turismo. Ao selar a negociata, Otávio acaba ressuscitando seu passado nebuloso, entrando em desgraça. Na agência trabalham Neide e Suzana. A primeira, um inesquecível amor que se afastou dele levando consigo um filho, Gilson. Neide será alvo da paixão de Jefrey, mas se descobrirá ainda balançada por Otávio. 
Já Suzana é filha de um vigia assassinado em um assalto a banco, em que Otávio agira como mentor intelectual e enriquecera. Filha de Clarisse, Suzana está disposta a se vingar do empresário, mas não contava com um fato inesperado: apaixona-se por Rodrigo, sobrinho e afilhado de Otávio. 
Esse passado não é segredo para Diva, uma eterna apaixonada que se aproveita das fraquezas de Otávio para ficar próxima a ele como sua secretária. Só que Diva, em uma relação de amor e ódio, quer mais do que uma simples aproximação: quer sua fortuna. Assim, planeja evitar a reaproximação de Otávio e Neide e exige que o filho de Otávio, Fábio, se case com sua sobrinha, Marlene. Para isto, tenta separar o rapaz de Paula, também funcionária da agência de turismo.
Há ainda o núcleo da família de Neide, composta não só pelo seu filho Gilson, mas também por sua mãe Santinha, uma senhora ranzinza que não para de implicar com o genro João por estar desempregado. O parasita é marido da zelosa Cida, irmã mais nova de Neide. Os dois são pais de Glória e Tadeu.

## Elenco
| Ator/Atriz                   | Personagem                  |
| ---------------------------- | --------------------------- |
| Jorge Dória                  | Otávio Junqueira            |
| Rosamaria Murtinho           | Neide Nascimento            |
| Ilka Soares                  | Diva Assunção               |
| Jonas Mello                  | Jefrey Góes                 |
| Thaís de Andrade             | Suzana Mota                 |
| Kito Junqueira               | Fábio Junqueira             |
| Monique Lafond               | Paula                       |
| Ana Maria Nascimento e Silva | Marlene Assunção            |
| Giuseppe Oristanio           | Rodrigo Junqueira           |
| Berta Zemel                  | Clarisse Mota               |
| Célia Helena                 | Aparecida Nascimento (Cida) |
| Serafim Gonzalez             | João Nascimento             |
| Sônia Oiticica               | Santinha Nascimento         |
| Matheus Carrieri             | Gilson Nascimento Junqueira |
| Henrique César               | Bonifácio (Bobó)            |
| Célia Olga                   | Léa                         |
| André Loureiro               | Felipe                      |
| Maria Ferreira               | Sheila                      |
| Zé Carlos de Andrade         | Norberto                    |
| Jofre Soares                 | Altino                      |
| Léa Camargo                  | Carmem (Carminha)           |
| Vera Nunes                   | Dona Celi                   |
| Luiz Serra                   | Cássio                      |
| Joselita Alvarenga           | Eunice                      |
| Paco Sanches                 | Zenóbio                     |
| Gabriela Rabelo              | Marina                      |
| Armando Tiraboschi           | Arnaldo                     |
| Dudu França                  | Ricardo                     |
| Sandra Mara Azevedo          | Glória Nascimento           |
| Tadeu Aguiar                 | Sidney                      |
| Patrícia Godoy               | Regina                      |
| Vítor Branco                 | Lucas                       |
| Vininha de Moraes            | Vera Lúcia (Verinha)        |
| Eduardo Silva                | Manoel (Maneco)             |
| Gina Rinaldi                 | Antônia                     |
| Marcos Mello                 | Tadeu Nascimento            |
| Roberto Beraldo              | André                       |
| Sílvia Rugai                 | Telma                       |
| Eduardo Coen                 | Eduardo (Dudu)              |
| Lucila Rutge                 | Viviana                     |

### Participações especiais
| Ator/Atriz           | Personagem |
| -------------------- | ---------- |
| José Rubens Siqueira | Padre      |

## Reprise
Foi reprisada entre 16 de fevereiro a 5 de junho de 1987, às 14h30, em 80 capítulos substituindo Vida Roubada e sendo substituída por A Justiça de Deus

## Audiência
Apesar de não chegar aos picos de 20 pontos como a anterior Meus Filhos, Minha Vida, a novela teve uma boa audiência entre 9 e 12 pontos, garantindo a vice-liderança durante a exibição e fechando com uma média geral de 9 pontos.

## Trilha sonora
A trilha sonora original da novela Jogo do Amor foi lançada em 1985 pela RCA Records (conhecido como RCA Vik), em LP e fita cassete.
| N.º            | Título                                | Intérprete(s)         | Duração |  |
| 1.             | "Jogo do Amor"                        | The Fevers            | 04:15   |  |
| 2.             | "Palavras Secretas"                   | Joanna                | 03:59   |  |
| 3.             | "Coisa de Momento"                    | Renato Terra          | 03:57   |  |
| 4.             | "Que Seja Assim"                      | Jane e Herondy        | 04:37   |  |
| 5.             | "Comme Facette Mammeta"               | Sérgio Franchi        | 02:06   |  |
| 6.             | "Você ainda mora em mim"              | Prêntice              | 04:20   |  |
| 7.             | "Produto do Morro"                    | Bezerra da Silva      | 03:27   |  |
| 8.             | "Serei teu Bem (You've got a friend)" | Diana Pequeno         | 04:17   |  |
| 9.             | "Magicamente"                         | Bebeto                | 03:13   |  |
| 10.            | "Corpo e Alma"                        | Antônio Marcos        | 04:17   |  |
| 11.            | "Tempero Latino"                      | Trio Los Angeles      | 03:11   |  |
| 12.            | "Leva"                                | Tim Maia              | 04:16   |  |
| 13.            | "Finally Found a Home"                | Huey Lewis e The News | 03:42   |  |
| 14.            | "Está em Você"                        | Rosana                | 04:13   |  |
| Duração total: | Duração total:                        | Duração total:        | 50:36   |  |